# Funzione rettangolo

In matematica, la funzione rettangolo, o funzione porta, è una funzione speciale di variabile reale, molto usata in teoria dei segnali, la cui definizione avviene nel modo seguente:
{\displaystyle \mathrm {rect} (t)={\begin{cases}0&{\mbox{se }}|t|>{\frac {1}{2}}\\[3pt]{\frac {1}{2}}&{\mbox{se }}|t|={\frac {1}{2}}\\[3pt]1&{\mbox{se }}|t|<{\frac {1}{2}}.\end{cases}}}
È un caso particolare della "funzione carro merci", o funzione boxcar.
In generale, con 
{\displaystyle \mathrm {rect} \left({\frac {x-x_{0}}{\Delta }}\right)}
si intende la funzione rettangolo il cui centro è {\displaystyle x_{0}} e la cui durata è {\displaystyle \Delta }. Di conseguenza, 
{\displaystyle \mathrm {rect} \left({\frac {x-1}{2}}\right)}
è la funzione rettangolo centrata in 1 e di durata 2.
La trasformata di Fourier della funzione rettangolo è la funzione sinc:
{\displaystyle {\mathcal {F}}[\mathrm {rect} ](\omega )=\int _{\mathbb {R} }e^{-i\,t\,\omega }\,\mathrm {rect} (t)\,dt={\frac {\sin(\omega /2)}{\omega /2}}=\mathrm {sinc} \left({\frac {\omega }{2\,\pi }}\right)}
Si dimostra che vale 
{\displaystyle \mathrm {tri} (t)=\mathrm {rect} (t)\ast \mathrm {rect} (t)}
dove {\displaystyle \mathrm {tri} } è la funzione triangolo ed il simbolo {\displaystyle *} denota la convoluzione.